# Ron Arad (pilote)
Pour les articles homonymes, voir Ron Arad et Arad.
Ron Arad ((he) רון ארד), né le 5 mai 1958, est un officier de l’armée de l’air israélienne, porté disparu à la suite d'une mission au Liban, réalisée le 16 octobre 1986. 

## Présentation
Lors de sa mission d'octobre 1986, Ron Arad était capitaine et il fut promu ensuite commandant puis lieutenant-colonel. La mission visait des cibles de l’OLP près de Sidon au Liban.  
Un incident lors du largage d’une bombe obligea l’équipage à s’éjecter de son chasseur-bombardier McDonnell Douglas F-4 Phantom II. Alors que le pilote fut récupéré par un hélicoptère S.A.R. de Tsahal  sillonnant le champ de bataille, Ron Arad, qui était officier navigateur, fut capturé par la milice libanaise Amal.  
Des lettres écrites de sa main furent ensuite reçues en 1987 et encouragèrent les négociations entamées par les autorités israéliennes. Ces discussions échouent en 1988. Des informations non officielles firent alors état d’un transfert de Ron  Arad vers l’Iran. 
Des nouvelles sont réclamées régulièrement par Israël mais les informations fiables se font de plus en plus rares. Deux membres du Hezbollah, Abdul-Karim Obeid et Mustafa Dirani (suspectés d’avoir « vendu » Ron Arad au Hezbollah), ont été enlevés par Israël dans l’espoir d’obtenir des renseignements utiles pour sa libération. Ils furent libérés en 2004 lors de l’échange permettant la libération d'Elchanan Tenenbaum. Le gouvernement israélien a tenté d’obtenir alors des informations réelles et concrètes sur la détention de Ron Arad, en échange du prisonnier libanais Samir Kuntar. Ron Arad est aussi mentionné dans les négociations menées pour Guy Hever. 
En 2006, le leader du Hezbollah, Hassan Nasrallah, déclare publiquement que l’organisation considérait Ron Arad comme mort mais que son corps est introuvable. C’est la première manifestation de leur ignorance sur le sort de cet officier.
Le 5 septembre 2006, alors que des négociations menées par l’Égypte sont en cours entre Israël et l’Autorité palestinienne pour permettre l’échange de Gilad Shalit contre plusieurs centaines de prisonniers palestiniens, une chaîne de télévision libanaise privée, la LBC, diffuse la première vidéo de Ron Arad après vingt ans de silence.
En juin 2008, le Hezbollah a indiqué à Israël, par l’intermédiaire d’un rapport remis à un émissaire spécial allemand mandaté par l’ONU, Konrad Gerhardt, que Ron Arad serait mort mais que sa dépouille demeure impossible à retrouver. Les conclusions du document libanais confortent le témoignage de Mustapha Dirani, capturé par l’armée israélienne en 1994 et qui avait été parmi les premiers à revendiquer la détention de l’aviateur.

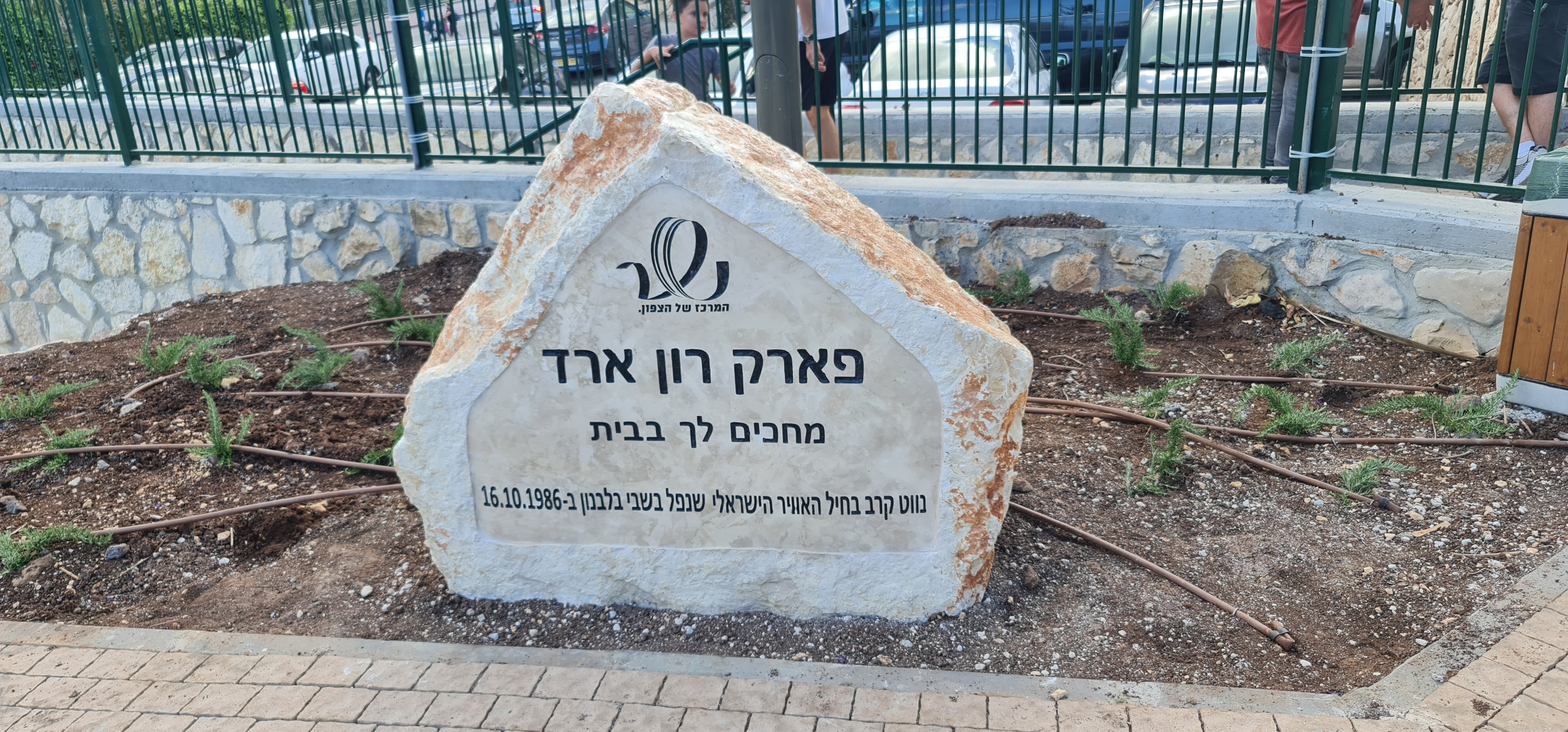
Pierre commémorative inaugurée le 13 juin 2022 pour Ron Arad dans le parc Ron Arad dans le quartier de Ramot Yitzhak dans la ville de Nesher.

À ce jour, le sort de Ron Arad fait toujours l’objet d’un épais mystère mais tous les observateurs et anciens des renseignements militaires israéliens, s’accordent à penser qu’il a probablement été exécuté lors de sa captivité. Très présent dans la mémoire collective israélienne, il incarne l’un des symboles de la cohésion face à l’adversité au sein des forces armées.
En 2008, pour témoigner du souvenir et de la solidarité envers cet officier disparu et sa famille, la compagnie aérienne intérieure Israir Airlines a illustré son unique Airbus A330 avec une mention relative au 50e anniversaire de Ron Arad.
Le 4 octobre 2021, le Premier Ministre d'Israël, Naftali Benett, annonce publiquement à la Knesseth (Assemblée Nationale) , en présence du chef de l'État, qu'il a donné l'ordre il y a un mois au Mossad de relancer l'enquête sur la disparition de Ron Arad, en ne précisant pas les moyens que ce service devait mettre en place pour mener cette mission.  